# Setembrino de Carvalho
Fernando Setembrino de Carvalho GCA (Uruguaiana, 13 de setembro de 1861 — Rio de Janeiro, 24 de maio de 1947) foi um marechal do Exército Brasileiro, que foi Ministro da Guerra durante o governo do Presidente Arthur Bernardes.

## Biografia
Nasceu em 13 de setembro de 1861, em Uruguaiana. Aos dezesseis anos assentou praça no 12º BI, em Porto Alegre, e logo após requereu matrícula na Escola Militar do Rio Grande do Sul, concluindo o curso de Artilharia em janeiro de 1882. Mandado apresentar-se à Escola Militar da Corte em março do mesmo ano, a 5 de setembro era declarado 2º Tenente e classificado no 2º Batalhão de Artilharia a Pé. Já em 1884 concluía o curso de Estado-Maior de Primeira Classe e o de Engenharia Militar, recebendo o grau de bacharel em matemática e ciências físicas. Em seguida, foi classificado no 1º Regimento de Artilharia a Cavalo, em São Gabriel – RS (herdeiro do velho "Boi de Botas" da Guerra da Tríplice Aliança).
Atuou como engenheiro na construção de quartéis e fortificações no Rio Grande do Sul. Transferido para Uruguaiana, aí servia quando ocorreu a proclamação da República. Desde 1885 aderira à causa republicana sem alterar, porém, sua conduta fiel de militar. Foi deputado durante a assembleia estadual constituinte do Rio Grande do Sul em 1891.
Com a eclosão da Revolução Federalista veio a comandar o Batalhão de Infantaria "Defensores da República", integrante da “Divisão Oeste", organizado para defender Uruguaiana das tropas federalistas. Nomeado para o 2º Batalhão de Engenharia, em março de 1906, provocou a iniciativa de construir-se a estrada de ferro estratégica Porto Alegre - Uruguaiana, de alta expressão para a economia gaúcha. Foi promovido a tenente-coronel em abril de 1906, e assumiu o comando do 2º Batalhão de Engenharia, passando em julho de 1907 à construção do ramal ferroviário Cruz Alta - Ijuí. Já em 1908 assumia a construção da linha telegráfica São Vicente - Santiago do Boqueirão.

Em 1910 foi convidado pelo Marechal Hermes da Fonseca, então candidato à Presidência da República, para exercer a chefia do Gabinete do Ministro da Guerra. Promovido a coronel no mesmo mês, foi mantido pelo novo Ministro, General Vespasiano Gonçalves de Albuquerque e Silva, em 30 de março de 1912. Nomeado interventor no Ceará após a vitória da Sedição de Juazeiro. Foi nomeado logo a seguir governador do Ceará, cargo em que permaneceu de 15 de março a 24 de junho de 1914. Em abril desse ano, foi promovido a General de Brigada. Deixando o governo, voltou ao Rio de Janeiro.

Com Artur Bernardes e outros ministros de Estado (fotografia sob a guarda do Arquivo Nacional).

Ao chegar na capital, foi incumbido pelo Ministro da Guerra de tratar da pacificação da luta em Palmas (levante do Contestado – 1914/1915) que se estendia desde 1840, liderada por José Maria de Agostinho, o "Monge". Entre 1912 e 1914 haviam sido enviadas seis expedições com tropas do Exército. Todas fracassaram. Para cumprir essa missão, no período de 12 de setembro de 1914 a 9 de março de 1915, comandou a 11ª RM, em Curitiba. Em seguida, assumiu o comando da 2ª Circunscrição Militar, criada pelo Aviso do Ministro da Guerra Nr 652, de 28 de abril de 1915, para pacificar os estados do Paraná e Santa Catarina. Graças à sua habilidade e atuação exemplar, os rebeldes foram completamente derrotados até dezembro de 1915, quando regressou ao Rio.
Promovido a General de Divisão em janeiro de 1918, foi designado para comandar a 2ª Divisão de Exército, em Niterói. Em 1º de julho de 1922, foi nomeado Chefe do Estado Maior do Exército pelo Presidente Epitácio Pessoa, cargo que exerceu de 7 de julho a 14 de novembro de 1922. No levante dos Fortes de Copacabana e do Vigia, da Escola Militar e alguns efetivos da Vila Militar foi chamado a intervir. Dirigiu-se ao Realengo, encontrando a Escola Militar já sob controle. Instalou um Quartel General de operações em Deodoro, de onde comandou a repressão. O movimento terminou com o episódio na Avenida Atlântica, envolvendo os 18 do Forte.

Em novembro de 1922, Arthur Bernardes, empossado na Presidência da República, designou-o Ministro da Guerra. Em 1923, surgia no Rio Grande do Sul novo conflito armado, a Revolução de 1923. Fracassada a tentativa de armistício e agravando-se o conflito em todo Estado , decidiu Bernardes encarregar da missão o General Setembrino. Chegando em Porto Alegre, Setembrino promoveu o entendimento entre as partes em conflito, obtendo o armistício com a Paz de Pedras Altas, na estância de Assis Brasil, em 14 de dezembro.

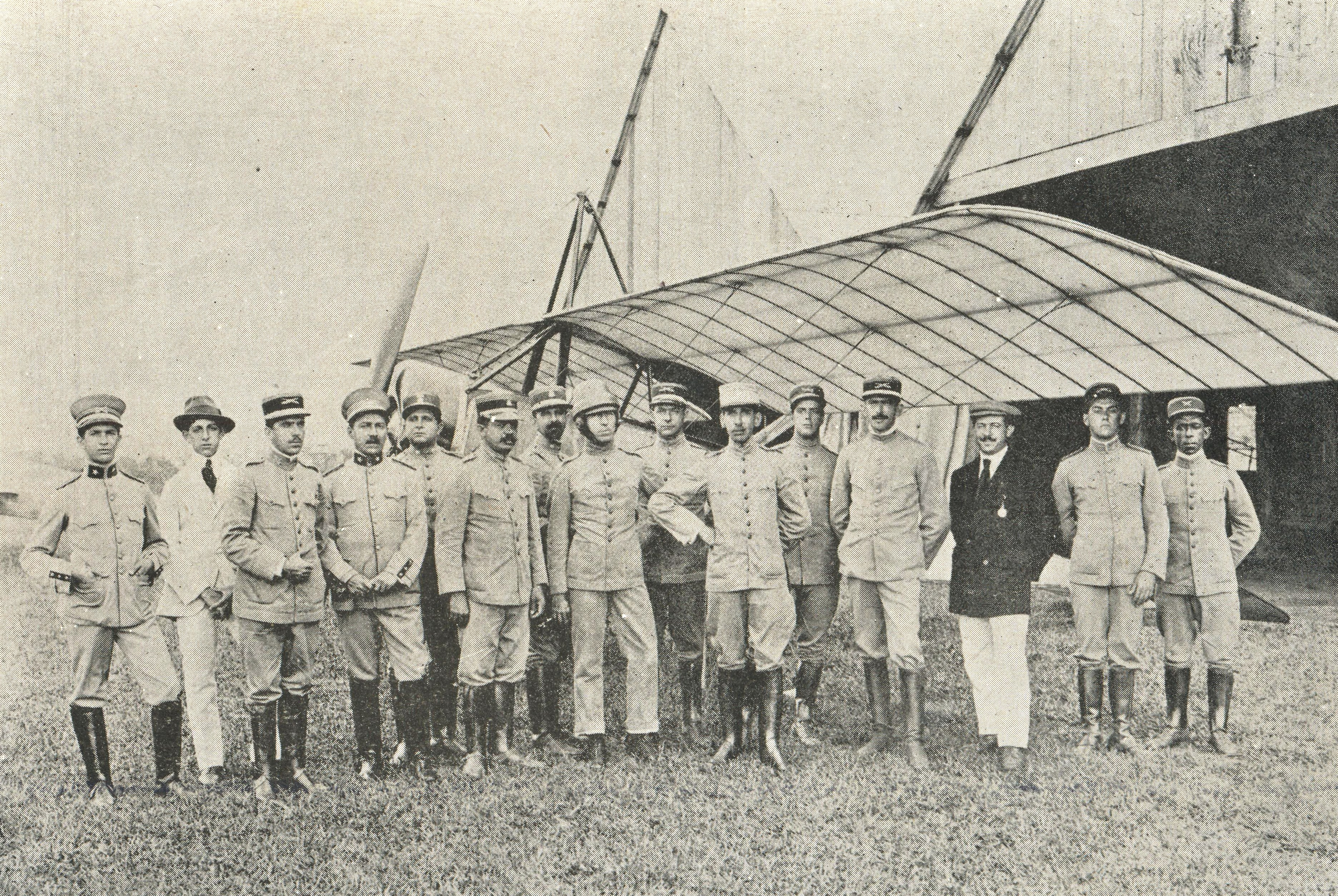
Oficiais do Exército Brasileiro, dentre eles o General Setembrino de Carvalho (ao centro, com uma mão na cintura) e o Tenente Ricardo Kirk (com capacete de aviador), em Porto União, região do Contestado

Promovido a Marechal em abril de 1924, viu-se diante de novo movimento, iniciado no dia 5 de julho, com focos em São Paulo, Amazonas e Sergipe. Fez face aos revoltosos, comandados pelo General Isidoro Dias Lopes, conclamando-os por meio de dois manifestos à rendição e isentando-os de culpa. O Marechal Setembrino afastou-se da vida pública em 1926. Continuou morando no Rio de Janeiro, então capital do Brasil, vindo a falecer no dia 24 de maio de 1947, aos 85 anos de idade.
Em face de sua atuação pacificadora, é conhecido como o Caxias do século XX.
A 10 de Junho de 1924 foi agraciado com a Grã-Cruz da Ordem Militar de Avis de Portugal.

## Homenagens
A Artilharia Divisionária da 5ª Divisão de Exército possui, em sua memória, o nome histórico de Artilharia Divisionária Marechal Setembrino de Carvalho. Essa homenagem deveu-se ao fato do Marechal ter atuado na Guerra do Contestado, que ocorreu em região hoje abrangida pela área de atuação da 5ª Divisão de Exército.